# 가쓰마촌 (야마구치현)
가쓰마촌(勝間村)은 야마구치현 구마게군에 설치된 촌이다. 